# Palazzo Giustinian Businello
Palazzo Giustinian Businello è un'architettura di Venezia, ubicata nel sestiere di San Polo e affacciata sul Canal Grande, a destra di Palazzo Papadopoli.

## Storia
Risalente al XIII secolo, questo edificio fu commissionato dalla famiglia Morosini, passando poi ai Giustinian.
Nel XVIII secolo ne divennero proprietari i Businello, da cui prende il secondo nome.
Nel XIX secolo fu dimora di Maria Taglioni, ballerina molto nota anche per vicende mondane.

## Descrizione
La facciata di Palazzo Giustinian lascia ancora intravedere le caratteristiche della casa fondaco veneto-bizantina, malgrado le manomissioni intervenute tra XV e XIX secolo.
A testimoniare l'impianto originario, restano il portale, un tempo parte del porticato con accesso al canale del piano terra e, centralmente ai due piani nobili, esafore sovrapposte con balaustra. Sopravvivono anche degli antichi bassorilievi.
Le restanti aperture, monofore sistemate simmetricamente rispetto a quelle centrali, e il terzo piano, con la terza esafora, sono frutto di ristrutturazioni e modifiche più recenti.